# شب آرام خواهد بود
شب آرام خواهد بود (به فرانسوی: La Nuit Sera Calme) کتابی از گفتگوهای خیالی رومن گاری با فرانسیس باندی است که در سال ۱۹۷۴ چاپ شده‌است. این کتاب را می‌توان زندگی‌نامهٔ رومن گاری به شمار آورد.
رومن گاری در این کتاب در مورد مشاهدات، تجربیات و عشق خود صحبت می‌کند.